# Hummer HX
El Hummer HX es un prototipo de la marca americana Hummer, lanzado para hacer frente al Jeep Wrangler. En este modelo se refleja la rudeza y robustez que caracteriza a la marca.
Los pasos de rueda desmontables, el techo por paneles, la parte trasera completamente desmontable que lo deja en un cabrio bastante aparente y unos ángulos de ataque y de salida bastante pronunciados son señas de identidad de esta nueva generación de todo terreno.

## Características
El propulsor montado es un V6 3.6 VVT de 400 CV, entregados a 6.300 rpm. Su par máximo, 370 Nm, se consigue cuando el motor gira a 5.200 rpm y se posiciona por encima de las prestaciones del Jeep Wrangler. Además, cuenta con la tecnología FlexFuel, con lo que es posible alimentarlo tanto con gasolina sin plomo como con E85, reduciendo emisiones y consumos. 
Otra característica importante es su sistema de suspensiones ya que adopta la configuración de suspensión independiente a las cuatro ruedas, obviando el eje rígido, que le hace ganar estabilidad en el asfalto pero no es típico de un todo terreno puro como lo es este.
Su sistema de tracción es permanente a las cuatro ruedas, que pasa a través de una caja automática de seis velocidades, que transfiere todo el par motor a ambos ejes, equipados con diferenciales autoblocantes, para asegurar siempre una tracción óptima. Los neumáticos elegidos son de 35 pulgadas y van montados sobre unas llantas de tipo bead-lock de 20 pulgadas.
- Datos: Q3057192
- Multimedia: Hummer HX Concept / Q3057192